# La Rabassa
La Rabassa est une station de ski de fond située en Principauté d'Andorre, au-dessus de Sant Julià de Lòria. Elle est aussi connue sous le nom de Naturlàndia bien que ce dernier soit en fait la société qui exploite la station.

## Toponymie
Rabassa désigne en catalan la partie de la souche d'un arbre qui est enfouie dans le sol,. Ce terme dérive du latin rapacae («souche »). Ce toponyme s'explique par la survenue fréquente d'avalanches qui laissent de nombreuses souches d'arbre.

## Domaine
La Rabassa est la troisième station d'Andorre bien qu'elle soit très petite. Elle est quasiment uniquement dédiée au ski de fond puisque sa piste la plus raide est considérée comme rouge et le dénivelé n'excédant pas 200m. La plupart des autres sont vertes ou bleues pour finalement arriver à un total de 15 km de pistes marquées. La plupart des skieurs préférant le ski alpin, la station propose d'autres activités diverses telles que les toboggans de neige, des locations de luges-bouée, des circuits pour les raquettes ou encore des chiens de traineaux.

## Histoire
La station, située dans les vallées sud de l'Andorre a particulièrement souffert des derniers hivers « chauds » et a ainsi créé le Tobotronc en 2008 qui est un gigantesque toboggan sur rail, actuellement le plus long d'Europe (5,2 km de long, 400 m de dénivelé).

## Cyclisme sur route
La station a notamment accueilli l'arrivée d'une étape du Tour d'Espagne en 2008 ainsi qu'en 2018.

### Tour d'Espagne
| Édition             | Étape                                  | Coureur en tête   |
| ------------------- | -------------------------------------- | ----------------- |
| Tour d'Espagne 2008 | 7e étape (Barbastro - La Rabassa)      | Alessandro Ballan |
| Tour d'Espagne 2017 | 3e étape (Prades – Andorre-la-Vieille) | Alexandre Geniez  |
| Tour d'Espagne 2018 | 19e étape (Lleida – La Rabassa)        | Thibaut Pinot     |